# Scherffeliomycopsis
Scherffeliomycopsis är ett släkte av svampar. Scherffeliomycopsis ingår i familjen Chytridiaceae, ordningen Chytridiales, klassen Chytridiomycetes, divisionen pisksvampar och riket svampar.
|                     | Chytridium                                         |
|                     |                                                    |
|                     | Zygorhizidium                                      |
|                     |                                                    |
|                     | Polyphagus                                         |
|                     |                                                    |
|                     | Rhizidium                                          |
|                     |                                                    |
|                     | Karlingiomyces                                     |
|                     |                                                    |
|                     | Phlyctochytrium                                    |
|                     |                                                    |
|                     | Polyphlyctis                                       |
|                     |                                                    |
|                     | Chytriomyces                                       |
|                     |                                                    |
|                     | Mesochytrium                                       |
|                     |                                                    |
|                     | Solutoparies                                       |
|                     |                                                    |
|                     | Podochytrium                                       |
|                     |                                                    |
|                     | Septosperma                                        |
|                     |                                                    |
|                     | Sporophlyctis                                      |
|                     |                                                    |
|                     | Sparrowia                                          |
|                     |                                                    |
| Scherffeliomycopsis | \| \| Scherffeliomycopsis coleochaetes \| \| \| \| |
|                     | \| \| Scherffeliomycopsis coleochaetes \| \| \| \| |
|                     | Rhizoclosmatium                                    |
|                     |                                                    |
|                     | Obelidium                                          |
|                     |                                                    |
|                     | Cylindrochytridium                                 |
|                     |                                                    |
|                     | Sporophlyctidium                                   |
|                     |                                                    |
|                     | Dangeardiana                                       |
|                     |                                                    |
|                     | Siphonaria                                         |
|                     |                                                    |
|                     | Saccomyces                                         |
|                     |                                                    |
|                     | Rhopalophlyctis                                    |
|                     |                                                    |
|                     | Phlyctorhiza                                       |
|                     |                                                    |
|                     | Loborhiza                                          |
|                     |                                                    |
|                     | Pseudopileum                                       |
|                     |                                                    |
|                     | Blyttiomyces                                       |
|                     |                                                    |
|                     | Scherffeliomyces                                   |
|                     |                                                    |
|                     | Physorhizophidium                                  |
|                     |                                                    |
|                     | Dangeardia                                         |
|                     |                                                    |
|                     | Macrochytrium                                      |
|                     |                                                    |
|                     | Nowakowskia                                        |
|                     |                                                    |
|                     | Scherffeliomycopsis coleochaetes                   |
|                     |                                                    |

|  | Scherffeliomycopsis coleochaetes |
|  |                                  |